# Grad Šuri
Grad Šuri (首里城 ɕɯɾidʑoɯ, okinavsko: スイグシク sɯigɯɕikɯ) je okinavska utrdba, ki se nahaja v okraju Šuri (nekdanje kraljestvo Čūzan in Rjukju) v mestu Naha, v prefekturi Okinava. Utrdba stoji na hribu nad pristaniščem v Nahi in je v preteklosti služila kot baza za prekomorsko trgovanje.
Danes okrožje Gradu Šuri služi kot mestni park  (splošno znan kot Park gradu Šuri) pod okriljem Okinavskega narodnega spominskega parka.

## Osnovne informacije
Grad je služil kot kraljevi dom dinastije Rjukju in je največji izmed gradov v prefekturi Okinava. Pred vojno je glavni del palače, ki je služil kot prostor za šintoistične obrede, bil smatran kot državni zaklad, po Bitki za Okinavo in izgradnji univerze Rjukju po koncu vojne pa je bil grad skoraj v celoti porušen, in so od njega ostali le še deli obzidja in temeljev stavb. Zaradi selitve Univerze v Rjukjuju v Nišiharo v prvi polovici 80ih let, so se obnove palače začele proti koncu desetletja, do leta 1992 pa je bil glavni del palače skupaj z drugimi stavbami obnovljen na ruševinskih ostankih. Leta 1993 je NHK na lokaciji posnel serijo Vetrovi z Rjukjuja (琉球の風). Leta 1994 je kraj prejel nagrado za 100 izbranih mestnih krajin. Grad je leta 2000 postal del svetovne kulturne dediščine skupaj z drugimi utrdbami na Okinavi, vendar so kot svetovno dediščino opredelili le ostanke gradu in ne obnovljenih stavb in obzidja. Leta 2019 je požar močno poškodoval obnovljene objekte vključno z glavnim delom palače in predmeti, ki so bili tam razstavljeni. 
V okolici gradu se nahaja kraljevi mavzolej (玉陵), ki je prav tako smatran kot del svetovne dediščine ter drugi objekti, ki spadajo pod kulturno dediščino, kot so na primer kamniti obod, ki vodi do svetega nasada (園比屋武御嶽), ostanki templja Enkakuji (円覚寺) iz druge dinastije Šō , ostanki konfucijanskega templja, ribnik Rjutan, ki se je uporabljal za čolnarjenje, in kapelica boginji Benzaiten. 

### Uprava gradu
Dandanes grad spada pod okrožje Šuritonokura v Nahi, grajski park in kraljevi mavzolej pa spadata pod okrožje Šurikindžo, vrata Šureimon in ribnik Rjutan pa se skoraj v celoti nahajata v okrožju Šuri Mawashi.
Zgradbe so v državni lasti, od 1. februarja 2019 pa se je administracija in uprava preselila v roke prefekture Okinava. Obdobje administracije pod prefekturo Okinava bo trajalo od 1. februarja 2019 do 31. januarja 2023. Prefektura Okinava zaposluje Okinavsko fundacijo Čurašima, ki jo je pred tem zaposlovala država. 

## Zgodovina

### Izgradnja
Kdaj je bil grad zgrajen, ni popolnoma znano. Glavna dvorana je služila več generacijam klana Šō  pod imenom Mundashī (百浦添) oziroma častnim imenom Umundashī (御百浦添). Glede na zadnja arheološka izkopavanja so najstarejši ostanki najbrž iz 14. stoletja, potrjeno pa je, da je poslopje opravljalo funkcijo gradu države Čūzan v obdobju treh držav. Grad je bil verjetno zgrajen v obdobju gradnje Gusuku med koncem 13. stoletja in 14. stoletjem, podobno kot drugi gradovi na Okinavi. 

### Kot kraljeva rezidenca
Z združitvijo treh kraljestev pod kraljem Šō Hašija in vzpostavitvijo dinastije Rjukju je grad postal kraljeva rezidenca. Obenem je Šuri postal glavno mesto, podobno kot v drugi dinastiji Šō. Iz zgodovinskih zapisov je razvidno, da je grad večkrat pogorel. Grad je bil vsakič obnovljen, vendar zaradi primanjkljaja kakovostnega lesa na Okinavi ta proces predstavlja problem, zaradi česar se danes uvaža les iz območja Satsuma, na severnem delu otoka pa se za prihodnje potrebe izvaja sajenje dreves. Prvi požar se je zgodil leta 1453 kot posledica boja za prestolonasledstvo po smrti kralja Kinpuku Šōja, zaradi česar je bila notranjost gradu v celoti uničena. Prvotno podobo in zasnovo obnovljenega gradu je mogoče najti v Analih dinastije Joseon, ki priča o tem, da je bil grad februarja leta 1456 razdeljen na tri sekcije in sicer na notranjo, srednjo in zunanjo. Zunanji del gradu je imel shrambo in hleve, v srednjem delu pa je bilo nastanjenih okrog 200 stražarjev. Stolp v notranjem delu z dvoslojno streho je imel dve nadstropji, pri čemer je drugo nadstropje služilo kot zakladnica,  prvo kot prebivališče za kralja in okrog 100 služabnic, v pritličju pa je bila dvorana za srečanja in gostije.
Grad je drugič pogorel leta 1660, obnova pa je trajala 11 let. Leta 1709 je grad še tretjič zagorel in v požaru je bila  uničena glavna, južna in severna dvorana. Zaradi pomanjkanja sredstev je v tistem času za obnovo gradu provinca Satsuma podarila 20.000 hlodov. Moderni arhitekturni dizajn gradu je osnovan glede na obliko iz leta 1715, se pravi glede na obliko obnovljene stavbe po tretjem požaru. Grad (karta gradu) je upodobljen tudi v poglavju o kraljestvu Rjukju v enciklopediji Wakan Sansai Zue, ki je bila objavljena leta 1712.

#### Lastništvo gradu
Prva dinastija Šō: Šō  Haši, Šō Čū, Šō Šitatsu, 
Druga dinastija Šō: Šō En, Šō Sen'i, Šō Šin, Šō Iku, Šō Tai

#### Utrdbe v okolici
Ker je bila pomorsko trgovanje v Nahi ključnega pomena za kraljestvo Rjukju so bile v ta namen postavljene sledeče zgradbe  .
Miegusuku（三重城  ）
Obrambna utrdba na pristaniščnem vhodu. Stala je na severnem bregu vhoda v pristanišče v Nahi. Med utrdbo in bregom je bil zgrajen obokan most. Dandanes je od konstrukcije ostalo le še kamnito ogrodje mostu.
Jarazamorigusuku（屋良座森城  ）
Obrambna utrdba na pristaniščnem vhodu. Stala je na južnem bregu vhoda v pristanišče v Nahi. Objekt je bil porušen med gradnjo ameriškega vojaškega letališča in danes ostankov ni.
Omonogusuku　（御物城  ）
Skladišče za trgovsko blago. Zgradba se je nahajala za pristaniščem. Danes so od stavbe ostali le še deli kamnitega zidu. Območje je danes del vojaškega pristanišča v Nahi in okolica območja se uporablja kot stalno pristanišče za Japonsko obalno stražo.
Iōgusuku（御物城 ）
Objekt za zbiranje žvepla in skladišče za blago za izvoz. Zgradba se je nahajala za pristaniščem. Ostankov dandanes ni.

### Predaja kraljestva Rjukju
Po predaji kraljestva Rjukju in vzpostavitvi prefekture Okinava leta 1879, so posamezne stavbe gradu, kot so na primer osrednja dvorana, izgubile vlogo kraja, kjer se nahaja vlada, in postale vojaški tabor šeste divizije japonske vojske (Kumamoto). Zatem so zgradbo prodali okraju Šuri (pozneje mestu Šuri) in stavba je postala prefekturna dekliška višja šola (splošna dekliška višja osnovna šola in dekliška obrtna šola v prefekturi Okinava) .
Po izgradnji osnovne šole leta 1912 je bil grad v slabem stanju in glavno dvorano so leta 1923 zaradi nevarnosti zrušenja nameravali porušiti. Rušenje je bilo po zaslugi ljudi kot so Čuta Ito in Jošitaro Kamakura, ki so izvajali raziskave na področju kulture v Okinavi, na srečo ustavljeno, saj je bilo svetišče, ki se nahaja za glavno stavbo del Zakona za ohranjanje starih templjev in svetišč, in ker je bila glavna dvorana del tega svetišča, je to pomenilo, da je obnovo naposled financirala država. Ko se je pod tem zakonom leta 1929 izvršila obnova, je grad postal del državne dediščine. .

### Pred Pacifiško vojno
Leta 1925 je zgradba postala del zaščitene dediščine (pozneje državne dediščine) pod imenom Okinava Džindža Haiden (沖縄神社拝殿, glavno šintoistično svetišče na Okinavi), obnova pa je potekala med letoma 1927 in 1932.

### Bitka za Okinavo in obdobje okupacije
V bitki za Okinavo med Vojno za tihi ocean je japonska vojska pod gradom skopala podzemni bunker in tam vzpostavila 32. generalno poveljstvo. Od 25. maja 1945 je bunker bombardiral del ameriškega ladjevja, med drugim tudi bojna ladja Mississippi, bunker pa je pogorel 27. maja (danes je mogoče videti vhod v podzemni jarek in luknje, ki so jih naboji naredili pri ribniku Rjutan). Podzemni del bunkerja in štab 32. armade se še vedno nahaja pod gradom Šuri vendar ima prefektura Okinava zaradi možnosti posutja zadržke glede odprtja bunkerja javnosti. Med bombardiranjem je bilo uničenih tudi več drugih kulturnih spomenikov, med drugim grad Šuri, ulice gradu in dokumenti ter dediščina kraljestva Rjukju. Ko so se japonske sile 27. maja umikale iz južnega dela, je 5.000 ranjenih vojakov, ki niso bili mogli hoditi, v podzemnih prostorih bunkerja naredilo ritualni samomor. Zakladnica je na srečo preživela napad, vendar je ameriška vojska zaklade izropala. Nekateri predmeti so bili vrnjeni takoj po vojni, nekatere pa je Japonska morala izpogajati in so bili vrnjeni naknadno. Pred kratkim je družina Šō predmete povezane s kraljestvom Rjukju podarila prefekturi Okinava, ki je artefakte razstavila v Prefekturnem muzeju na Okinavi in Muzeju za umetnost na Okinavi.
Po vojni so na ozemlju grada postavili Univerzo v Rjukjuju in množica ostankov gradu je bila odstranjena ali zakopana, vendar so se kaj kmalu pojavile želje po obnovi.

### Povojna obnova gradu
Z letom 1958 se je začela obnova vrat Šureimon in drugih zgradb v okolici, kot so na primer vrata Engakuji. Leta 1972 je območje gradu postalo del državne dediščine, potem ko je bila Okinava spet priključena Japonski, in vrata Kankaimon, ki vodijo v grad, so bila obnovljena skupaj z okolico gradu. Leta 1979 se je univerza v Rjukjuju preselila in v 80ih letih so se začeli delati načrti za rekonstrukcijo gradu, kmalu zatem pa se je začela izvajati tudi konkretna obnova. Od novembra leta 1989 dalje je začela potekati obnova, pri kateri so uporabljali gradbene metode na podlagi ostankov, ob tem pa so se opirali na pisne vire iz obdobja ter ustne vire starejše generacije. Kakorkoli pa ustni viri niso bili povsem skladni, saj namreč ni bilo konsenza glede barve strešnikov. Med časom obnove je ena sama lončarska družina izdelala strešnike potrebne za obnovo. Leta 2014 so v narodnih arhivih Japonske našli barvno sliko gradu pred bombardiranjem. Sodeč po sliki so bili strešniki črne barve, vendar obstaja polemika glede tega, ali je črna barva le posledica nabranega prahu, ali so strešniki res bili črni. Trditev, da je prvotna barva strešnikov bila črna, je dodatno podkrepljena s črno-belimi fotografijami, kjer so strešniki izrazito temni. Glede na besede profesorja Yasušija Uehare iz Mednarodne univerze na Okinavi so črne strešnike na otočju Rjukju izdelovali od 16. stoletja, rdeče pa od 17. stoletja. Sivih strešnikov naj ne bi izdelovali od 19. stoletja dalje zaradi pomankanja kuriva.
2. novembra 1992 so bile zgradbe okrog gradu skupaj z gradom v celoti obnovljene in Grajski park Šuri je bil otvorjen. Trenutno se okolica gradu skupaj s stavbami za glavno dvorano obnavlja in razvija v namene grajskega parka. 